# Воспитывая Аризону
«Воспитание Аризоны» или «Воспитывая Аризону» (англ. Raising Arizona) — второй полнометражный кинофильм братьев Коэн и первый, снятый ими в жанре кинокомедии на грани фарса. Фильм изначально задумывался как полная противоположность их кинодебюту «Просто кровь» в том, что касается жанра и настроения. Ключевые роли исполнили Николас Кейдж и Холли Хантер. В фильме заняты также такие завсегдатаи коэновских фильмов, как Джон Гудмен и Фрэнсис Макдорманд.

## Сюжет
Вор-рецидивист по имени Хай (Николас Кейдж) влюбляется в девушку-полицейского Эд (Холли Хантер). Когда ребята поженились, их домом стал уединённый вагончик в полупустыне. Молодые мечтают о детях, однако Эд бесплодна, а усыновить ребёнка не получается из-за неблаговидного прошлого Хая. Из телерепортажа они узнают о том, что владелец сети магазинов Натан Аризона (Трей Уилсон) стал отцом пятерых младенцев. Решив, что он не заметит пропажу одного из мальчиков, Хай и Эд похищают одного (Т. Дж. Кун) из них.
Вместо ожидаемого счастья с этого проступка для молодой семьи начинается отсчёт бедствий. Из тюрьмы, где отбывал срок Хай, сбегают двое братьев Сноутсов (Джон Гудман и Уильям Форсайт), его бывших сокамерников. Они просят Хая укрыть их от полиции, после чего пытаются подбить его на ограбление банка; его жена от этого в ярости. Она приглашает посмотреть на якобы усыновлённого младенца босса (Сэм МакМюррей) Хая с женой (Фрэнсис МакДорманд), однако тот ведёт себя крайне вульгарно и предлагает ему обменяться жёнами. Выйдя из себя, Хай ударяет его в челюсть.
Хай понимает, что потерял работу, и пытается похитить упаковку подгузников из супермаркета. Не желая мириться с его возвращением к криминальному прошлому, Эд уезжает из магазина с ребёнком. Следует знаменитая сцена погони с полицией и собаками. Хай и Эд воссоединяются, однако на другой день их ждёт новая неприятность. Братьям Сноутсам становится известно, что младенец в доме — это похищенный сын местного толстосума и за его возвращение полагается крупная награда. Избив Хая, они похищают ребёнка.
Между тем к Натану Аризоне является охотник за беглыми преступниками — бывалый байкер Леонард Смоллс (Рэндалл «Текс» Кобб). Он требует у него двойной награды за возвращение ребёнка, угрожая в противном случае продать его на чёрном рынке. Полагая, что Смоллc — похититель младенца, Аризона угрожает вызвать полицию. Смоллс исчезает. Он настигает братьев Сноутсов (в руках которых находится младенец — макгаффин этого фильма) сразу после ограбления ими банка. Вскоре здесь же появляются Хай и Эд. Наступает развязка с погоней, многочисленными драками и уничтожением байкера взрывом гранаты.
Решив, что похищение ребёнка не привело ни к чему хорошему и они недостойны его, Хай и Эд тайком возвращают младенца в дом Аризоны. Там их застаёт владелец дома. Узнав об их бесплодии и намерении разойтись, он утешает их и даёт советы. Ночью Хай и Эд спят на одной кровати. Хаю снится, как они с Эд будут мирно проводить старость в окружении детей и внуков.

## В ролях
- Николас Кейдж — Херберт Эйч Ай «Хай» Макданнох (англ. Herbert "H.I."/"Hi" McDunnough)
- Холли Хантер — Эдвина «Эд» Макданнох
- Джон Гудмен — Гейл Сноутс
- Уильям Форсайт — Эвелл Сноутс
- Трей Уилсон — Натан Аризона-старший
- Рэндалл Кобб — Леонард Смоллс, одинокий всадник Апокалипсиса (англ. The Lone Biker of the Apocalypse)
- Сэм Макмюррей — Глен
- Фрэнсис Макдорманд — Дот
- Ти Джей Кан — Натан Аризона-младший
- Линн Дамин Китей — Флоранс Аризона
- Уоррен Кейт — агент ФБР

## Оценки
Поначалу кинокритики восприняли «Воспитание Аризоны» весьма настороженно, видя во второй работе Коэнов подтверждение их склонности к формализму. Характерна рецензия The New York Times, противопоставлявшая отточенный стиль Коэна «сумасшествию камеры» в сценах погонь с полным отсутствием содержания». Со временем взгляды кинокритиков претерпели эволюцию. В настоящее время «Воспитание Аризоны» прочно занимает место в числе классических комедий 1980-х. Американский институт кино включил фильм Коэнов в список лучших американских кинокомедий на 31-м месте.

## Анализ
Действия фильма разворачиваются в 1980-е годы и окутаны тюремной тематикой. Именно в этот период, при президентстве Рональда Рейгана, количество заключенных в тюрьмах возросло вместе с разрывом между богатыми и бедными. Политический подтекст в фильме является преднамеренным.
«Воспитание Аризоны» вышел на фоне череды голливудских комедий на родительскую тему, среди них «Мистер мама» (1983), «Бэби-бум» (1987), «Трое мужчин и младенец» (1987) — во всех этих комедиях главные герои неожиданно оказались в роли воспитателей. Эти фильмы также объединяет мысль о том, что воспитание детей, даже временное, открывает неизвестные эмоциональное и духовное удовлетворение, даже если оно испытывает пределы терпения и выносливости.